# XB-41 (航空機)
 XB-41
B-24D-CO (41-11822) を改造した試作機XB-41
- 用途：編隊掩護機
- 製造者： コンソリデーテッド
- 運用者： アメリカ陸軍（航空隊）
- 生産数：1機
- 運用状況：試作のみ

XB-41は、アメリカ合衆国のコンソリデーテッド社製B-24爆撃機を基に編隊掩護機に改造した機体である。試作のみで量産には至らなかった。

## 概要
ドイツの昼間爆撃に展開していたB-24はその長距離飛行を随伴できる護衛戦闘機が無かったため、ドイツ空軍による迎撃により大きな被害を受けていた。それに対抗するために同型機を編隊護衛専用機に改造して随伴させることになり、B-24DをXB-41、B-17FをXB-40の名称で各1機改造することになった。
XB-41はXB-40と同様の遠隔連装銃塔を追加装備し、胴体上面の動力銃塔を前方に移設して後方にもう1基追加、胴体側面と尾部の銃座を換装し、B-24Dと比べて3~4挺の増加となっている。
1943年2月に飛行試験が行われたが、安定性に難があり、銃座の故障も多かった。そのうちに先行して実戦配備されたYB-40の散々な結果によって構想自体が疑問視され、新型戦闘機P-47やP-51の登場によって護衛の目処が立ったため開発中止となった。

## スペック
- 全長：20.22 m
- 全幅：33.53 m
- 全高：5.49 m
- 翼面積：97.36 m2
- 空虚重量：16,800 kg
- 全備重量：27,900 kg
- 最大離陸重量：28,600 kg
- 翼面荷重量： kg/m2
- 発動機：P&W R-1830-43 (TC付) 空冷星型14気筒 (1,200hp) 4基
- 燃料容量：10,652 l
- 最大速度：465 km/h
- 巡航速度：322 km/h
- 航続距離：4,950 km
- 実用上昇限度：8,690 m
- 乗員：10名
- 武装
  - ブローニング M2 12.7mm 機関銃 14丁